# لويس هياسنت بوافن
لويس هياسنت بوافن (1808-1852) (بالإنجليزية: Louis Hyacinthe Boivin)‏ هو عالم نبات فرنسي.